# Stráž (Šluknovská pahorkatina)
Stráž (německy Hutberg) je kopec s nadmořskou výškou 460 m nacházející se v Severní (část obce Lobendava) v Ústeckém kraji. Vrch náleží ke geomorfologickému celku Šluknovská pahorkatina, jejímu okrsku Šenovská pahorkatina a podokrsku Mikulášovická pahorkatina. Je spojen s Hutbergem (503 m), jehož vrchol leží na území Saska. Geologické podloží tvoří drobně až střednězrnný dvojslídý granodiorit, který je na několika místech narušen žílami doleritu. Převažujícím půdním typem je modální mesobaziská kambizem s ostrůvkem kambizemě modální eutrofní, které doplňuje při vodních tocích kambizem oglejená a modální glej. Většinu povrchu kopce zaujímá zemědělská plocha, souvislé smíšené a listnaté porosty jsou v menšině. Severní až západní úpatí lemuje Severní potok a následně Luční potok, jižní pak bezejmenný levý přítok Lučního potoka. Vrch náleží k povodí Labe a úmoří Severního moře. Cesta, lemující západní až severní svahy, směřuje do Německa a byla již od středověku využívána jako obchodní stezka. Na západním svahu stála kaple Anděla Strážce z roku 1869, která byla zbořena v 50. letech 20. století.